# Prismatolaimus andrassyanus
Prismatolaimus andrassyanus is een rondwormensoort uit de familie van de Prismatolaimidae. De wetenschappelijke naam van de soort is voor het eerst geldig gepubliceerd in 1980 door Coomans & Mulk.